# Anselmo Banduri
Anselmo Banduri (Ragusa di Dalmazia, 1671 – Parigi, 4 gennaio 1743) è stato un numismatico, bizantinista e antiquario italiano.

## Biografia
Da Matteo e da Descia Volanti, onesti e bennati cittadini nacque Matteo Banduri l'anno di grazia 1671; in patria egli indossò la cocolla di benedettino col nome di Anselmo. Divenne benedettino molto giovane, studiò a Napoli e fu inviato a Firenze, che allora era uno dei centri più indicati per gli studi superiori. A Firenze fece la conoscenza del famoso studioso benedettino Bernard de Montfaucon, che in quegli anni viaggiava in Italia alla ricerca di manoscritti per la sua edizione delle opere di San Giovanni Crisostomo.
Banduri gli rese servigi notevoli ed in cambio fu raccomandato al granduca di Toscana Cosimo III come la persona più indicata per la cattedra di storia ecclesiastica all'Università di Pisa. Al granduca fu anche suggerito di inviare il giovane a Parigi per un periodo di preparazione per formarsi agli studi delle antichità ed acquisire un miglior senso critico.
Dopo un breve soggiorno a Roma, arrivò a Parigi nel 1702 ed alloggiò come pensionato nell'abbazia di Saint-Germain-des-Prés, come pensionato del Granduca. Divenne un seguace della corrente dei Mauristi ed iniziò una edizione degli scritti anti-iconoclastici di Niceforo I di Costantinopoli, degli scritti di Teodoro di Mopsuestia e di altri autori ecclesiastici. Banduri non pubblicò mai questi lavori anche se annunciò che sarebbero stati dati alle stampe al massimo entro il 1722, in quattro volumi in folio.
Nel frattempo fu attirato dalla ricca collezione di manoscritti bizantini e da altro materiale della Bibliothèque Royale e della Bibliotheque Colbert.
Nel 1711 pubblicò a Parigi il suo "Imperium Orientale, sive Antiquitates Constantinopolitanae", etc., un lavoro estremamente documentato sull'Impero bizantino, basato su manoscritti medioevali greci, alcuni dei quali erano stati studiati per la prima volta da lui.
Nel 1718 pubblicò, sempre a Parigi, due volumi in folio sulla monetazione imperiale da Traiano all'ultimo dei Paleologi (98-1453), "Numismata Imperatorum Romanorum a Trajano Decio usque ad Palaeologos Augustos" (supplementi di Tanini, Roma, 1791). 
Tuttavia su questo lavoro Eckhel, il fondatore della numismatica moderna, scrisse (Doctrina Nummorum I, cviii) che conteneva pochi contributi importanti. Contemporaneamente elogiò la rimarchevole bibliografia che Banduri aveva anteposto al suo lavoro con titolo 
di "Bibliotheca nummaria sive auctorum qui de re nummaria scripserunt", e che furono ristampati ad Fabricius (Amburgo, 1719).
Nel 1715 Banduri divenne membro straniero onorario dell'Académie des Inscriptions e nel 1724 fu nominato bibliotecario del duca d'Orléans. Aveva invano sollecitato un incarico simile a Firenze dopo la morte del Magliabecchi.
Morì a Parigi nel 1743.

## Opere
- (LA) Anselmo Banduri, Conspectus operum sancti Nicephori, quae propediem duobus tomis edenda sunt et quorum pauca hactenus edita fuerunt, Parisiis, apud Claudium Rigaud, via Cytharaea, 1705. URL consultato il 6 luglio 2019.
- (LA) Anselmo Banduri, Imperium orientale, sive Antiquitates Constantinopolitanae, vol. 1, Parisiis, J.B. Coignard, 1711. URL consultato il 6 luglio 2019.
- (LA) Anselmo Banduri, Imperium orientale, sive Antiquitates Constantinopolitanae, vol. 2, Parisiis, J.B. Coignard, 1711. URL consultato il 6 luglio 2019.
- (LA) Anselmo Banduri, Numismata imperatorum romanorum a Trajano Decio ad Palaeologos Augustos, vol. 1, Lutetiae Parisiorum, Sumptibus MONTALANT, Bibliopolae, ad Ripam p p. Augustinianorum, prope Pontem Sancti Michaëlis, 1718. URL consultato il 6 luglio 2019.
- (LA) Anselmo Banduri, Numismata imperatorum romanorum a Trajano Decio ad Palaeologos Augustos, vol. 2, Lutetiae Parisiorum, Sumptibus MONTALANT, Bibliopolae, ad Ripam p p. Augustinianorum, prope Pontem Sancti Michaëlis, 1718. URL consultato il 6 luglio 2019.
- (LA) Anselmo Banduri, Bibliotheca nummaria sive auctorum qui de re nummaria scripserunt, Hamburgi, Apud C. Liebezeit et T.C. Felginer, 1719. URL consultato il 6 luglio 2019.